# 布罗雄
布罗雄（法語：Brochon，法語發音：[bʁɔʃɔ̃]）是法国科多尔省的一个市镇，位于该省东部偏南，属于第戎区。

## 地理
布罗雄（47°14'20"N, 4°58'15"E）面积7.46 平方千米，位于法国勃艮第-弗朗什-孔泰大區科多尔省，该省份为法国中东部省份，北起奥布省，西接涅夫勒省和约讷省，南至索恩-卢瓦尔省，东南接汝拉省，东临上索恩省，东北部与上马恩省接壤。
与布罗雄接壤的市镇（或旧市镇、城区）包括：菲桑、尚伯夫、费奈、热夫雷尚贝坦、瓦尔福雷。

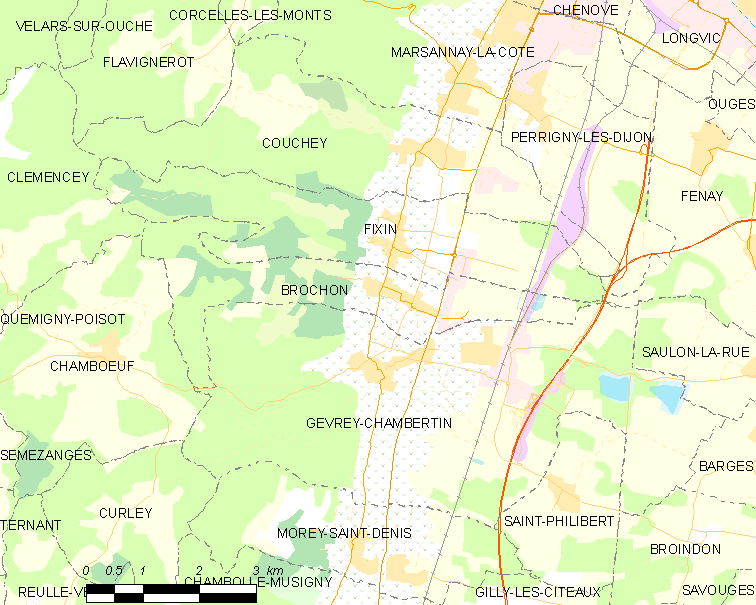
布罗雄的OSM定位图

布罗雄的时区为UTC+01:00、UTC+02:00（夏令时）。

## 行政
布罗雄的邮政编码为21220，INSEE市镇编码为21110。

## 政治
布罗雄所属的省级选区为隆维县。

## 人口

1962-2008年间布罗雄人口变化图示

布罗雄于2022年1月1日时的人口数量为662人。